# Benjamin Lee Whorf
Benjamin Lee Whorf (/wɔːrf/), ameriški lingvist, antropolog in tehnik požarne varnosti, * 24. april 1897, Winthrop, Massachusetts, ZDA, † 26. julij 1941, Hartford, Connecticut, ZDA. 
Poznan je kot zagovornik ideje, da razlike med strukturami različnih jezikov izoblikujejo način sprejemanja in razlaganja sveta. To načelo je večkrat imenovano "Sapir–Whorfova hipoteza", po njem in njegovem mentorju Edwardu Sapiru, sam pa jo je imenoval 'lingvistična relativnost' (linguistic relativity). 

## Življenjepis

### Zgodnje življenje
Whorf se je rodil 24. aprila 1879 v Winthrop, Massachusetts. Imel je dva mlajša brata, ki sta postala umetnika, kot njihov oče. Že kot mlad se je ukvarjal z branjem in izvajanjem različnih eksperimentov.

### Poklic
Whorf je bil po poklicu kemični inženir in se specializiral za požarno varnost. Opravljal je delo inšpektorja in preverjal požarno varnost v podjetjih širom Nove Anglije. Že zelo mlad se je obstransko začel ukvarjati z lingvistiko. Sprva ga je zanimala biblijska hebrejščina, a se je kmalu preusmeril na domorodne jezike Srednje Amerike. Mnogi profesionalni učenjaki so občudovali njegovo delo. V letu 1930 je dobil štipendijo za študij azteškega jezika nahuatl. 

### Delo na Yalu
Predstavitve mnogih vplivnih spisov so ga pripeljale, do sodelovanja z lingvistom Edwardom Sapirom na Univerzi Yale. V tem času je še vedno delal kot požarni inšpektor pri Hartford Fire Insurance Company (Zavarovalna družba). Na univerzi je opisal indijanski hopi jezik in zgodovinsko lingvistiko uto-azteških jezikov, kot nadomestni predavatelj pa je nadomeščal tudi Sapira med njegovo odsotnostjo. 

### Zadnja leta
Pozno v letu 1938 je Worf zbolel za rakom. Po operaciji je zašel v t.i. »neproduktivno obdobje«, močno pa je nanj vplivala tudi smrt njegovega mentorja Sapira. Whorf je umrl leta 1941. 

## Delo

### Lingvistična relativnost
Whorf je najbolj znan kot glavni zagovornik tako imenovanega principa lingvistične relativnosti, ki je pogosto znan pod imenom »Sapir-Whorfova hipoteza«, poimenovan po njem in Edwardu Sapiru. Whorf principa nikoli ni predstavil v obliki hipoteze in ideja o vplivu lingvističnih kategorij na percepcijo in spoznanje, je bila deljena z javnostjo že pred njim s strani več učenjakov. A Whorf je bil tisti, ki je podal natančne primere, kako vidi gramatične kategorije določenih jezikov in je izpostavil empirični raziskovalni program, ki ga je podprlo veliko učenjakov. Znan je kot »Sapir-Whorfove študije«. To je Whorf dokazoval z več primeri. Eden izmed njih je, da je v jeziku hopi več besed za »vodo«. Ena poimenuje vodo za pitje iz posode (steklenice), druga pa poimenuje vodo kot naravno obliko vode. Te primeri nam kažejo, da so prvotni jeziki včasih razvili bolj fino strukturirane semantične razlike kot evropejski jeziki in da direkten prevod med dvema jezikoma, četudi na osnovni ravni jezika, niso vedno mogoči.

### Vplivi na Whorfovo razmišljanje
Tako Sapir kot Whorf sta črpala ideje iz Einsteinovega principa o splošni relativnosti. Sapir je demonstriral, da govorci določenega jezika dojemajo akustično drugačne zvoke kot enake, če zvok prihaja iz osnovnega fonema in ne prispeva k spremembam v semantičnem pomenu. Na Whorfa je prav tako vplivala gestalt psihologija, zaradi katere je verjel, da morajo govorci nekega jezika isti dogodek opisati kot različne oblikovne konstrukcije, kar je Whorf poimenoval kot »ločitve od izkušnje«.

### Stopnja vpliva jezika na misli
Nekatere Whorfove trditve so nekateri interpretirali, da je Whorf podpiral lingvistično determiniranost, kar je dokaj kontroverzna tema, saj se s tem mnogi ne strinjajo.

### Časovnost pri Hopi indijancih
Najbolj debatiran in kritiziran primer lingvistične relativnosti je Whorfova študija o doživljanju časa pri indijancih ljudstva Hopi. V svoji analizi pravi, da obstaja povezava med tem, kako ljudstvo Hopi pojmuje čas in med gramatiko jezika ljudstva Hopi. Whorfov najbolj izpopolnjen argument za obstoj lingvistične relativnosti je temeljil na tem, kaj je videl kot temeljno razliko v razumevanju časa kot konceptualne kategorije med ljudmi Hopi. Lingvist Ekkehart Malotki je izzval Whorfovo analizo s primeri, kako ljudstvo Hopi pojmuje čas. Malotki je trdil, da v jeziku ljudstva Hopi sistem glagolskih časov sestoji iz prihodnosti in neprihodnosti in da je edina razlika med tročasovnim sistemom evropskih jezikov ter Hopi sistemom, da slednji kombinira preteklost s prihodnostjo in s tem tvori eno samo kategorijo. Malotkijeva kritika je bila široko odobravana in sprejeta kot zadnji dokaz, ki bi ovrgel Whorfove ideje in njegov koncept lingvistične relativnosti, medtem ko so nekateri učenjaki branili njegove analize ljudstva Hopi, tako da so trdili, da Whorf ni trdil, da ljudstvo Hopi nima dovolj besed za opis časovnosti temveč, da je koncept časa ljudstva Hopi drugačen kot koncept angleško govorečih. Whorf je opisal časovne kategorije ljudstva Hopi, pri čemer je izpostavil, da čas ni razdeljen na preteklost, sedanjost in prihodnost, kot je navada v evropskih jezikih, temveč en sam glagolski čas opisuje preteklost in sedanjost medtem ko drugi glagolski čas opisuje dogodke, ki se še niso zgodili in ki se bodo/ne bodo zgodili v prihodnosti. 

## Prispevki k lingvistični teoriji
Whorfovo razlikovanje med očitnimi in prikritimi gramatičnimi teorijami je močno vplivalo na lingvistiko in antropologijo. 
- V slovenščino zaenkrat Whorf ni preveden in omenjen v člankih.

Whorf je s svojim delom pripomogel k boljšemu razumevanju jezikov in njihovih pomenov ter izpostavil problem prevajanja med jeziki različnih kultur. Veliko njegovih del je izšlo po njegovi smrti. V poznem 20. stoletju se je zanimanje za Whorfovo delo spet povečalo. Področje lingvistične relativnosti pa še vedno ostaja predmet zanimanja v krogu filozofov.